# Бретвальда
Бретвальда (англ. Bretwalda) — англосаксонський термін, що застосовувався до деяких королів, яким вдалося поширити свою владу на інші королівства гептархії в період з V по IX століття.
Термін, швидше за все, походить від англосаксонського bretenanwealda — «Повелитель Британії».

## Джерело

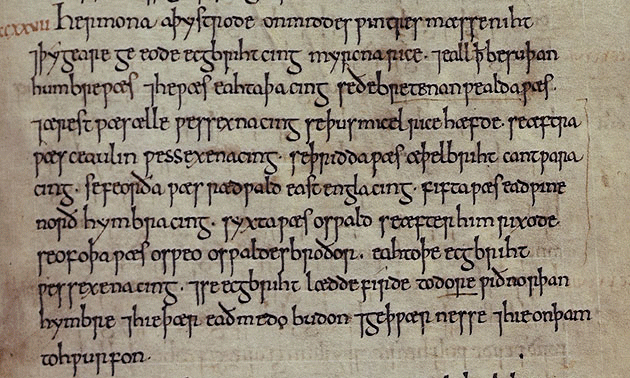
Запис за 827 рік в манускрипті «С» «Англосаксонської хроніки», що містить список бретвальд.

Вперше це слово зустрічається в записі «Англосаксонської хроніки» за 827 рік по відношенню до короля Вессексу з 802 по 839 роки — Егберта. Хроніка називає цього короля бретвальдою після завоювання ним Мерсії і об'єднання під своєю рукою всіх англосаксонських земель на південь від Гамбера. У цьому ж фрагменті наведений список з семи королів, що носили, на думку хроніста, цей титул до Егберта:
- Елла, король Сассексу (488—бл.514)
- Кевлін, король Вессексу (560—592) (пом. 593)
- Етельберт, король Кенту (бл. 590—616)
- Редвальд, король Східної Англії (бл. 600—617/624)
- Едвин, король Нортумбрії (616—633)
- Освальд, король Нортумбрії (634—642)
- Освіу, король Нортумбрії (642—670)

Досі невідомо чи застосовувався термін «бретвальда» самими зазначеними королями і їх сучасниками, або був придуманий автором «Англосаксонської хроніки» наприкінці IX століття з метою історичного обґрунтування претензій королів Вессексу на панування в Англії.
Єдиним сучасним джерелом, яке могло би підтвердити або спростувати практичне застосування титулу, є «Церковна історія народу англів» Беди.
Однак Беда писав латиною і в його працях по відношенню до зазначених монархів зустрічається термін imperium. Список правителів, до яких Беда застосовує imperium, що міститься у розділі V Другої книги «Церковної історії», збігається зі списком бретвальд з хроніки, за винятком, звичайно, Егберта, що правив багато пізніше смерті Беди. Але це не дає можливості однозначно стверджувати про ідентичність термінів, оскільки укладачі «Англосаксонської хроніки» щедро користувалися роботами Беди, і цілком могли запозичити і зазначений список, для демонстрації більш раннього застосування титулу «бретвальда».

## Значення терміна
Деякі історики розглядали даний титул, як якийсь політичний інститут, що розвинувся на основі традиційного права германців. Однак застосування терміна лише в одному документі і відсутність його використання в наративних джерелах, призвело до критики даної теорії, що робить сміливі висновки про природу і час виникнення англійських державних установ, будучи непідтвердженою документально.
Існує також версія, що «бретвальда» — це спроба збереження назви провінції «Британія», покликана підкреслити право англосаксонських королів на римську спадщину.
У будь-якому випадку, сама поява цього терміна в хроніці свідчить про виниклу необхідність розробки поняття англосаксонської політичної єдності. За цю версію говорить і момент створення джерела — період правління короля Альфреда, який об'єднав значну частину англійських земель після данського вторгнення, і мав потребу в історичному підтвердження своїх прав.
Важливим фактом в розумінні значення терміна «бретвальда» є те, що як в списку бретвальд хроніки, так і у Беди «Правителем Британії» не вказаний жоден з королів Мерсії. Хоча деякі з них, наприклад, Пенда (король Мерсії) або Оффа, цілком підпадають під формальні ознаки бретвальди, як правителі, які об'єднали під своєю рукою велику частину Саутумбрії (термін, що позначає землі на південь від Хумбера). Пояснення цьому замовчуванню доволі просте — Беда, будучи великим патріотом своєї «малої батьківщини», писав з точки зору Нортумбрії, а Вессекський хроніст намагався відобразити інтереси своїх королів. Мерсія ж була традиційним ворогом обох цих королівств. Цей приклад показує, що застосування титулу навіть в одному джерелі мало не універсальний, але, в значній мірі, політичний контекст.
Таким чином, термін «бретвальда», швидше за все, є конструкцією автора первинного тексту хроніки, яка демонструє спробу інтерпретації спільної історії англосаксонських королівств на тлі їх об'єднання в єдине королівство Англія.